# Desmopsis heteropetala
Desmopsis heteropetala är en kirimojaväxtart som beskrevs av Robert Elias Fries. Desmopsis heteropetala ingår i släktet Desmopsis och familjen kirimojaväxter. Inga underarter finns listade i Catalogue of Life.